# Inhaler (Tad)
| Recensione     | Giudizio |
| -------------- | -------- |
| AllMusic       | [ 1 ]    |
| Piero Scaruffi | 5/10     |

Inhaler è il terzo album del gruppo grunge statunitense Tad, pubblicato il 19 ottobre 1993 dalla Giant/Warner Bros.
Rispetto al disco precedente, i Tad cambiano formazione sostituendo il batterista Steve Wied con Josh Sinder, già membro dei The Accüsed. È il primo album del gruppo pubblicato per una major, sebbene non ottenne successo in tutto il mondo. Per la promozione del disco i Tad partirono per un tour con i Soundgarden.

## Descrizione
I brani del disco coniugano il grunge e l'alternative metal con hook e melodie; i testi trattano temi quali il sequestro di minore e il serial killer Ted Bundy.
Prima di firmare per la Giant Records e di realizzare l'album, due delle tracce - Lycanthrope e Just Bought the Farm - erano già apparse nel singolo del 1992 pubblicato per la Pusmort Records, malgrado il gruppo fosse ancora sotto contratto con la Sub Pop.
L'unico singolo estratto dall'album fu Leafy Incline. Grease Box compare nei titoli di coda del film del 1994 Brainscan - Il gioco della morte.

## Critica
L'album, alla sua uscita, ottenne critiche generalmente positive. Al riguardo, Greg Kot del Chicago Tribune scrisse che: "[l'album] non soltanto cattura molto dell'animo cattivo e del groove ficcante delle esibizioni dal vivo del gruppo, ma mostra anche Tad Doyle cantare più o meno a tono".
Stephen Thomas Erlewine di AllMusic apprezzò il lavoro alla produzione di J Mascis e il suono del disco, da lui definito "più concentrato e spinto", aggiungendo che Inhaler è "l'album migliore e più coerente dei Tad". Tom Sinclair di Entertainment Weekly descrisse il disco come "alternative metal più puramente brutale, rozzo e orecchiabile da morire, tipo gli Helmet, ma più pop", dandogli come voto B+.
Inhaler è stato inserito nel 2004 al tredicesimo posto della classifica "I 20 migliori album grunge di sempre" della rivista Spin.

## Tracce
Testi e musiche di Tad Doyle, Gary Thorstensen, Kurt Danielson e Josh Sinder.
1. Grease Box – 3:54
2. Throat Locust – 4:04
3. Leafy Incline – 3:30
4. Luminol – 4:42
5. Ulcer – 4:37
6. Lycanthrope – 3:34
7. Just Bought the Farm – 4:15
8. Rotor – 4:04
9. Paregoric – 4:12
10. Pansy – 2:48
11. Gouge – 3:20

## Formazione
- John Agnello – missaggio
- Kurt Danielson – basso
- Tad Doyle – voce, chitarra
- George Marino – Masterizzazione
- Larry Brewer – ingegnere
- Gary Thorstensen – chitarra
- J Mascis – produzione, pianoforte (traccia 4)
- Josh Sinder – batteria